# المسجد الكبير (كلوة)
المسجد الكبير في كلوة هو مسجد جامع في جزيرة كلوة في تنزانيا. يعتقد أنه تأسس في القرن العاشر، ولكن المرحلتان الرئيسيتان للبناء 6 إلى القرن الحادي عشر أو الثاني عشر والثالث عشر على التوالي. وهو واحد من أقدم المساجد الباقية على ساحل شرق إفريقيا ومن أقدم المساجد التي بنيت بدون فناء.
يرجع تاريخ قاعة الصلاة الشمالية الأصغر إلى المرحلة الأولى من البناء وقد تم بناؤها في القرن الحادي عشر أو الثاني عشر. كان يحتوي على 16 فناء بدعم من تسعة أعمدة منحوتة من المرجان ولكن في وقت لاحق استبدلت بالخشب. ربما كان المبنى، الذي تم تسقيفه بالكامل أحد أوائل المساجد التي تم بناؤها في الأصل دون فناء.
تم ترميمه في القرن 13 بإضافة أعمدة جانبية والأخشاب وحزم عرضية.
في أوائل القرن الرابع عشر، أضاف السلطان الحسن بن سليمان، الذي بنى أيضًا قصر حسوني كوبوا القريب، امتدادًا جنوبيًا تضمن قبة عظيمة. وصف هذه القبة ابن بطوطة بعد زيارته لكيلوا عام 1331.

## روابط خارجية
- وصف المسجد في ArchNet، مع الصور.